# 191551 Glucklich
191551 Glucklich este o planetă minoră (asteroid) din centura de asteroizi. A fost descoperită pe 6 noiembrie 2003 la Piszkéstetői Obszervatórium⁠(d) de Krisztián Sárneczky⁠(d). 
Obiectul prezintă o orbită caracterizată de o semiaxă mare de 3,0813168041936 UAi, o excentricitate de 0,22460193929879, o înclinație de 14,898295484633 ° în raport cu ecliptica.